# West Park (New York)
West Park is een gehucht in de Amerikaanse staat New York, dat bestuurlijk gezien onder Ulster County valt. West Park maakt deel uit van de town Esopus en ligt op de westelijke oever van de Hudson River. Het gehucht ligt langs de U.S. Route 9W, een alternatieve route voor Route 9.
Het Holy Cross Monastery bevindt zich in West Park. Het landgoed van de schrijver en natuurvorser John Burroughs, Riverby, ligt eveneens in West Park, net als zijn blokhut in de heuvels, Slabsides genaamd.

## Fotogalerij

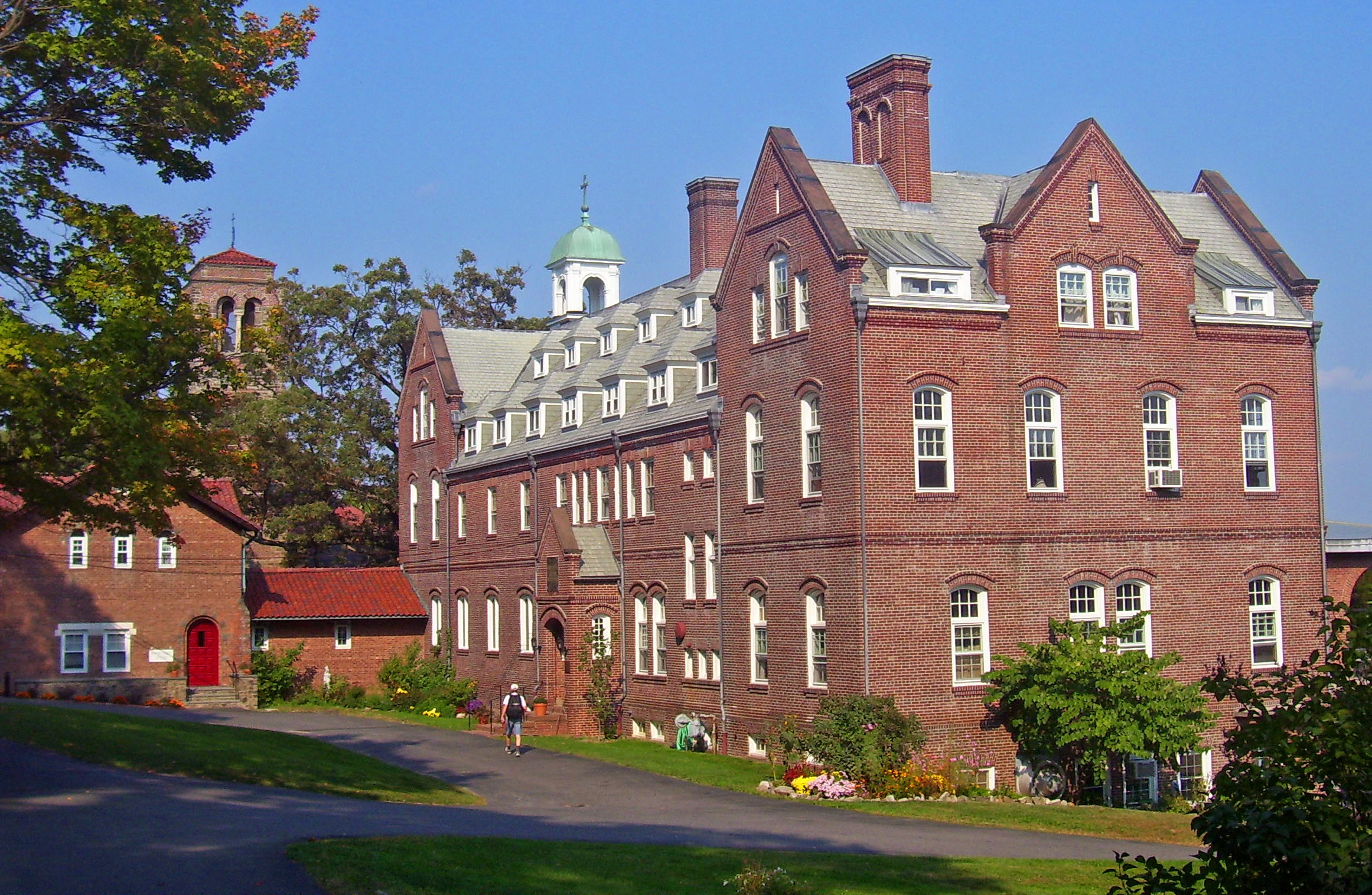
Holy Cross Monastery
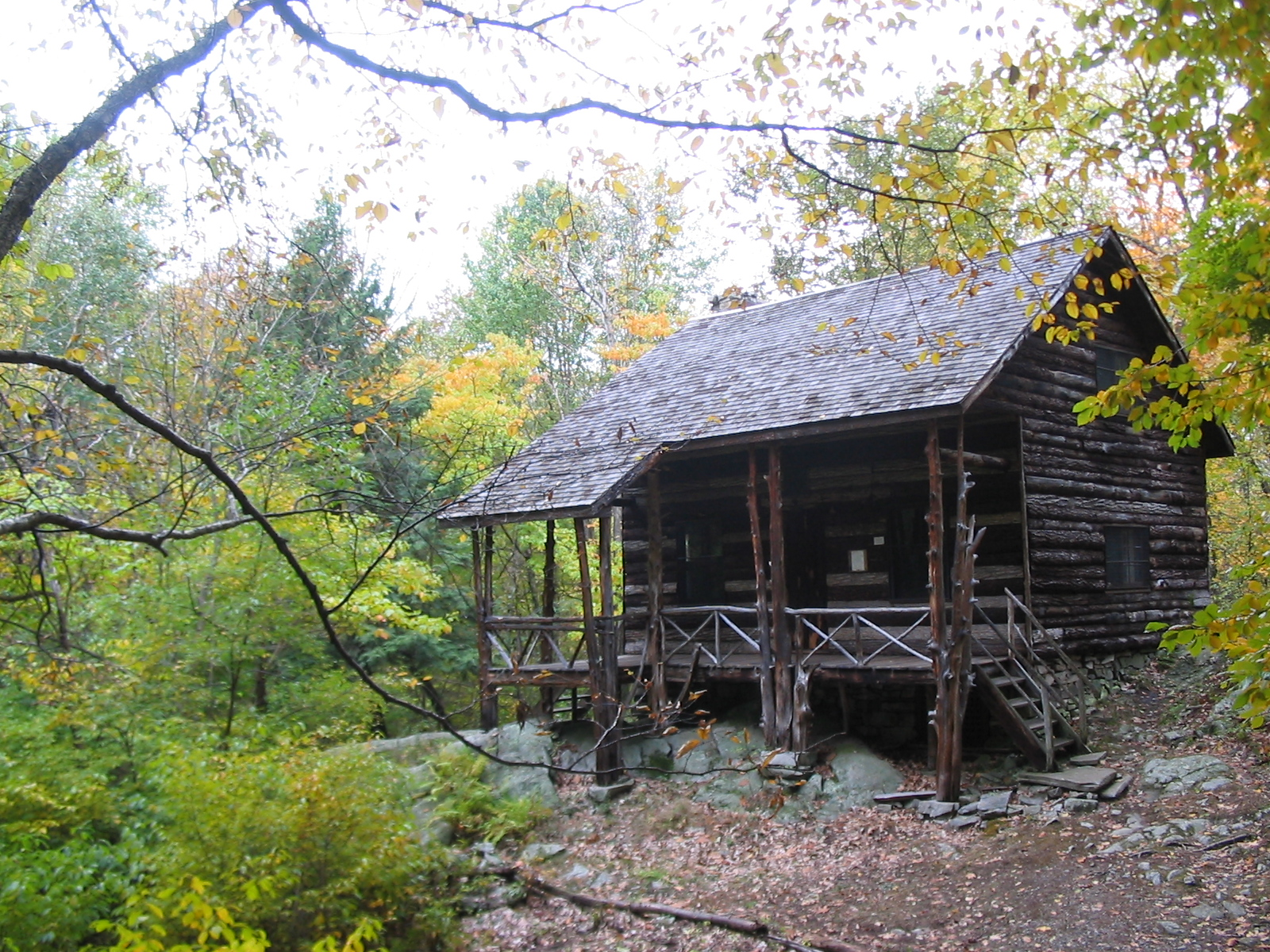
John Burroughs' blokhut Slabsides bevindt zich in West Park